# Piotr Janicki (konsul)
Piotr Marek Janicki (ur. 1979 w Krakowie) – polski prawnik, urzędnik samorządowy, bankowy i konsularny; Konsul Generalny RP w Chicago (2016–2020).

## Życiorys
Absolwent prawa karnego na Uniwersytecie Jagiellońskim, oraz studiów podyplomowych w zakresie zarządzania w administracji publicznej w Akademii im. Leona Koźmińskiego w Warszawie (2007).
Początkowo karierę zawodową związał z samorządem, zaczynając od stanowiska podinspektora. Pracował m.in. na stanowisku wiceburmistrza dzielnicy Praga-Północ w Warszawie nadzorującego wydziały: obsługi mieszkańców, kultury, sportu i rekreacji, spraw społecznych i zdrowia oraz oświaty i wychowania (2004–2007), następnie burmistrza Mosiny (od 17 kwietnia 2007 do 18 czerwca 2007). W 2008 początkowo objął stanowisko wicekonsula do spraw prawnych i opieki konsularnej RP w Nowym Jorku, później będąc awansowanym na kierownika działu prawnego tamże (2009–2013).
Po skończeniu kadencji w polskiej służbie konsularnej, pozostał w Stanach Zjednoczonych, pracując m.in. w Oritani Bank (od 2013), TD Bank Norwood, i w People's United Bank (od 2015) w Nowym Jorku i New Jersey. W tym samym czasie ukończył też studia podyplomowe z planowania finansowego na Farleigh Dickinson University w New Jersey (2015). Współpracował też z „Nowym Dziennikiem”.
W 2016 ponownie przyjęty do służby konsularnej, tym razem powołując na funkcję konsula generalnego RP w Chicago, którą pełnił w latach 2016–2020.